# Egzarcha
- pierwotnie w Cesarstwie Bizantyńskim tytuł naczelnika prowincji egzarchatu
- w kościołach wschodnich – biskup zarządzający egzarchatem; również namiestnik patriarchy[1].